# Caren Marsh-Doll

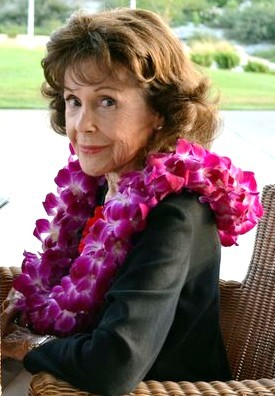
Caren Marsh Doll an ihrem 95. Geburtstag, April 2014

Caren Marsh-Doll (* 6. April 1919 in Hollywood, Kalifornien, als Aileen Betty Morris) ist eine US-amerikanische Schauspielerin und Tänzerin.

## Leben
Aileen Morris war wie ihre Familie aktiv in der Methodistischen Kirche. Nach ihrem High-School-Abschluss im Jahr 1937 wollte sie Schauspielerin werden. Trotz des Widerstands ihrer Eltern, die für sie lieber einen College-Abschluss wollten, sprach sie bei MGM für den Film Hoheit tanzt inkognito vor, in dem sie eine Tanzrolle übernahm. Sie entschied sich für den Künstlernamen Carol Marsh; den Nachnamen änderte sie, weil es zu damaliger Zeit viele Personen mit dem Namen „Morris“ im Filmgeschäft gab.
In dem 1939 erschienenen Fantasyfilm Der Zauberer von Oz wurde sie als Lichtdouble von Hauptdarstellerin Judy Garland eingesetzt, da sie dieser in Größe und Statur ähnelte. Im selben Jahr hatte sie auch eine Statistenrolle als Gast auf dem Gartenfest in Vom Winde verweht. Sie zählt heute zu den letzten Überlebenden der beiden Filmklassiker. In den 1940er-Jahren wirkte sie als Tänzerin in Filmen von MGM mit. Bis auf wenige Ausnahmen blieben ihre Filmauftritte klein und im Abspann ungenannt, sodass ihr der Durchbruch zur bekannten Schauspielerin nicht gelang. 1948 spielte sie am Broadway in der Produktion Heaven On Earth. Später arbeitete sie bis ins hohe Alter als Tanzlehrerin.

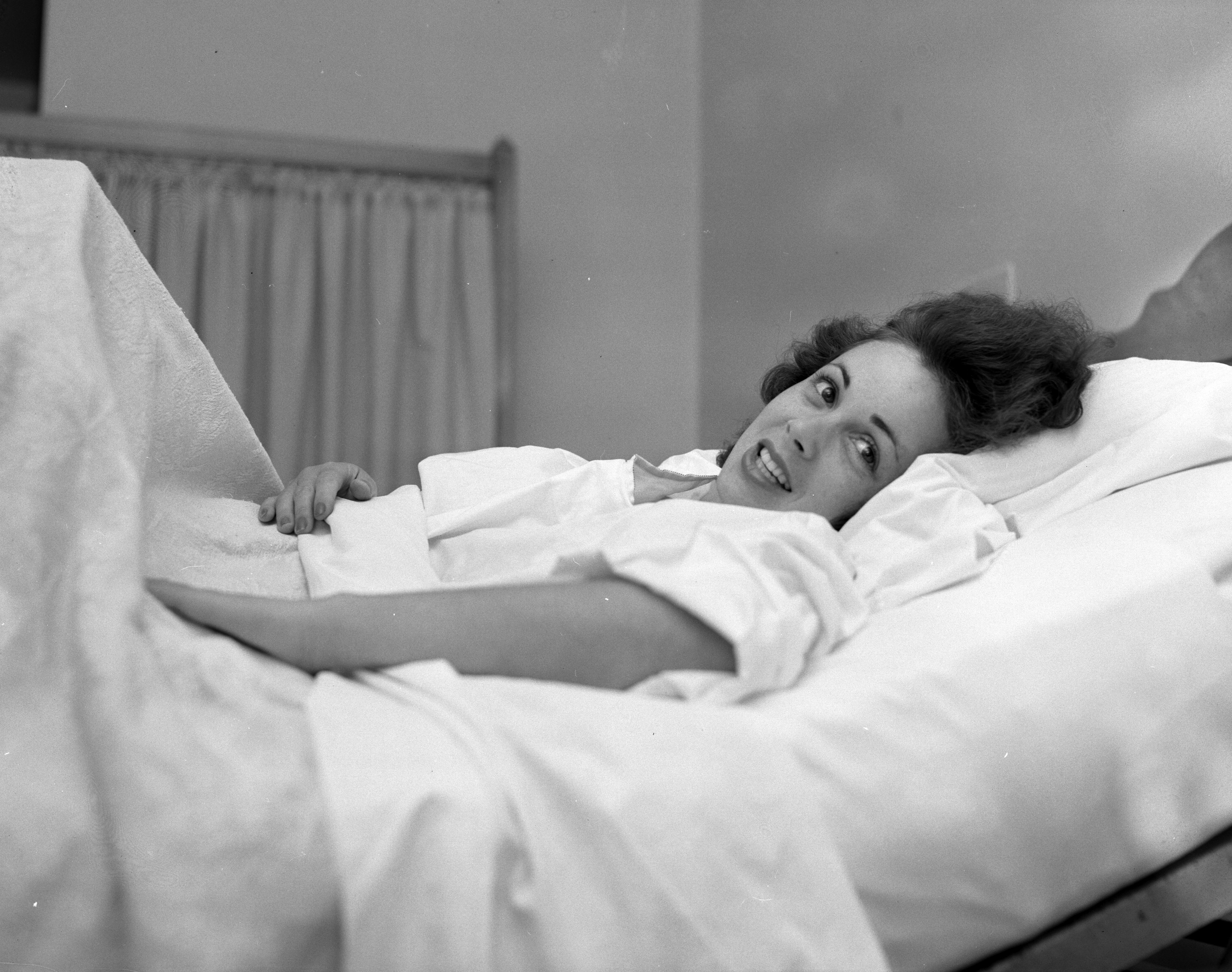
Marsh-Doll nach dem Flugzeugabsturz im Krankenhaus (1949)

Am 12. Juli 1949 war sie Passagierin einer Standard Airlines C-46, die in Chatsworth, Los Angeles, abstürzte. Insgesamt überlebten nur 13 von 48 Personen am Bord, darunter Marsh-Doll, die anschließend einen Monat schwer verletzt im Krankenhaus verbrachte und beinahe ihr Bein verlor. Im Oktober 1950 heiratete sie in zweiter Ehe den PR-Agenten Bill Doll, mit dem sie einen Sohn bekam. Carens jüngere Schwester Dorothy Morris (1922–2011) war ebenfalls Schauspielerin. 2007 veröffentlichte sie ihre Autobiografie Hollywood’s Babe.

## Filmografie (Auswahl)
- 1938: Hoheit tanzt inkognito (Rosalie)
- 1939: Der Zauberer von Oz (The Wizard of Oz) (als Judy Garlands Lichtdouble)
- 1939: Vom Winde verweht (Gone with the Wind)
- 1941: Mädchen im Rampenlicht (Ziegfeld Girl) (als Judy Garlands Lichtdouble)
- 1942: Sieben junge Herzen (Seven Sweethearts)
- 1945: Secrets of a Sorority Girl
- 1945: Navajo Kid
- 1946: Tag und Nacht denk’ ich an Dich (Night and Day)
- 1947: Mit Gesang geht alles besser (Welcome Stranger)
- 1947: Smash-Up: The Story of a Woman
- 1947: Rauhe Ernte (Wild Harvest)
- 1948: Die Liebesabenteuer des Don Juan (Adventures of Don Juan)